# Ibn Hamdis
Ibn Hamdis (tên đầy đủ: Abd al-Jabbār ibn Muhammad ibn Hamdīs, tiếng Ả Rập: عبد الجبار بن أبي بكر بن محمد بن حمديس الأزدي الصقلي أبو محم) (khoảng 1055 – 1133) – nhà thơ Ả Rập sinh ở Sicilia nổi tiếng với những bài thơ ca ngợi tình yêu và thiên nhiên.

## Tiểu sử
Ibn Hamdis sinh ở Noto, gần Syracuse. Năm ông 31 tuổi, thành phố quê hương bị người Norman chiếm, Ibn Hamdis đi về miền Andalusia ở Sevilla của người Hồi giáo, kết bạn với hoàng tử Al Mutamid – cũng là một nhà thơ. Sau khi hoàng tử Al Mutamid chết (1095) Hamdis đến Algeria dưới sự bảo trợ của hoàng tử Al Mansur. Sau khi hoàng tử Al Mansur chết, Hamdis đến Madhiyya ở Tunisia làm khách của triều đại Zirid ở đây.
Ibn Hamdis từng đi đến tất cả những quốc gia Hồi giáo ở vùng Địa Trung Hải và mất năm 1133 ở Mallorca. Di sản thơ ca của ông gồm hơn 6000 bài thơ, phần lớn trong số này bị ông làm thất lạc ở Sicilia.